# دولة الأخ الأكبر
دولة الأخ الأكبر هو مصطلح ساخر يطلق للانتقاص من أو ازدراء دولة ديكتاتورية شمولية أو كُليَّانية، تعتمد الحكومة على عدد كبير من الأمن نسبة لعدد السكان لفرض سيطرتها، لا يزال هذا المصطلح يستخدم غالبا بطريقة مهينة لوصف بعض حكومات بعض البلدان، غالبا في منطقة الشرق الاوسط ودول شمال أفريقيا ودول أمريكا الوسطى ومنطقة بحر الكاريبي. تم استعمال المصطلح في رواية جورج أوريل الشهيرة 1984 .